# Maruina chaborra
Maruina chaborra är en tvåvingeart som beskrevs av Charles L. Hogue 1973. Maruina chaborra ingår i släktet Maruina och familjen fjärilsmyggor.
Artens utbredningsområde är Colombia. Inga underarter finns listade i Catalogue of Life.